# Albumy numer jeden w roku 2025 (USA)
Notowanie Billboard 200 przedstawia najlepiej sprzedające się albumy w Stanach Zjednoczonych. Publikowane jest ono przez tygodnik „Billboard”, a dane kompletowane są przez Luminate w oparciu o cotygodniowe wyniki sprzedaży cyfrowej oraz fizycznej albumów.

## Historia notowania
| Data publikacji | Album                | Artysta                 | Źródło |
| --------------- | -------------------- | ----------------------- | ------ |
| 4 stycznia      | SOS                  | SZA                     | [ 1 ]  |
| 11 stycznia     | SOS                  | SZA                     | [ 2 ]  |
| 18 stycznia     | WHAM                 | Lil Baby                | [ 3 ]  |
| 25 stycznia     | Debí tirar más fotos | Bad Bunny               | [ 4 ]  |
| 1 lutego        | Debí tirar más fotos | Bad Bunny               | [ 5 ]  |
| 8 lutego        | Debí tirar más fotos | Bad Bunny               | [ 6 ]  |
| 15 lutego       | Hurry Up Tomorrow    | The Weeknd              | [ 7 ]  |
| 22 lutego       | GNX                  | Kendrick Lamar          | [ 8 ]  |
| 1 marca         | Some Sexy Songs 4 U  | PartyNextDoor i Drake   | [ 9 ]  |
| 8 marca         | So Close to What     | Tate McRae              | [ 10 ] |
| 15 marca        | GNX                  | Kendrick Lamar          | [ 11 ] |
| 22 marca        | Mayhem               | Lady Gaga               | [ 12 ] |
| 29 marca        | Music                | Playboi Carti           | [ 13 ] |
| 5 kwietnia      | Music                | Playboi Carti           | [ 14 ] |
| 12 kwietnia     | Eternal Sunshine     | Ariana Grande           | [ 15 ] |
| 19 kwietnia     | Music                | Playboi Carti           | [ 16 ] |
| 26 kwietnia     | More Chaos           | Ken Carson              | [ 17 ] |
| 3 maja          | SOS                  | SZA                     | [ 18 ] |
| 10 maja         | Skeletá              | Ghost                   | [ 19 ] |
| 17 maja         | Debí tirar más fotos | Bad Bunny               | [ 20 ] |
| 24 maja         | Even in Arcadia      | Sleep Token             | [ 21 ] |
| 31 maja         | I’m the Problem      | Morgan Wallen           | [ 22 ] |
| 7 czerwca       | I’m the Problem      | Morgan Wallen           | [ 23 ] |
| 14 czerwca      | I’m the Problem      | Morgan Wallen           | [ 24 ] |
| 21 czerwca      | I’m the Problem      | Morgan Wallen           | [ 25 ] |
| 28 czerwca      | I’m the Problem      | Morgan Wallen           | [ 26 ] |
| 5 lipca         | I’m the Problem      | Morgan Wallen           | [ 27 ] |
| 12 lipca        | I’m the Problem      | Morgan Wallen           | [ 28 ] |
| 19 lipca        | I’m the Problem      | Morgan Wallen           | [ 29 ] |
| 26 lipca        | JackBoys 2           | JackBoys i Travis Scott | [ 30 ] |
| 2 sierpnia      | Don’t Tap the Glass  | Tyler, the Creator      | [ 31 ] |
| 9 sierpnia      | I’m the Problem      | Morgan Wallen           | [ 32 ] |
| 16 sierpnia     | I’m the Problem      | Morgan Wallen           | [ 33 ] |
| 23 sierpnia     | I’m the Problem      | Morgan Wallen           | [ 34 ] |